# 约翰内斯·施通普夫
约翰内斯·施通普夫（Johannes Stumpf，1500年—1578年），文艺复兴时期瑞士新教神学家。通过他的多年不懈努力，他的许多教区居民在他的说服下与他一起皈依新教。扩大了新教的影响力。

## 扩展阅读
- 本条目包含来自公有领域出版物的文本: Chisholm, Hugh (编).  (第11版). London: Cambridge University Press. 1911.